# Kramarzewo (Jeziorany)
Kramarzewo (deutsch Krämersdorf) ist ein Ort in der polnischen Woiwodschaft Ermland-Masuren. Er gehört zur Gmina Jeziorany (Stadt-und-Land-Gemeinde Seeburg) im Powiat Olsztyński (Kreis Allenstein).

## Geographische Lage
Kramarzewo liegt in der nördlichen Mitte der Woiwodschaft Ermland-Masuren, 24 Kilometer westlich der früheren Kreisstadt Rößel (polnisch Reszel) bzw. 33 Kilometer nordöstlich der heutigen Kreismetropole und auch Woiwodschaftshauptstadt Olsztyn (deutsch Allenstein).

## Geschichte
Bei dem vor 1785 Kremersdorf genannten Ort handelt es sich um ein weit gestreutes Dorf. Mit der Verleihung von Land nahe Polkeim (polnisch Polkajmy) gründete der ermländische Bischof Johann I. von Meißen den Ort am 31. Oktober 1354. 1785 wurde Kremersdorf als adliges Bauerndorf mit 25 Feuerstellen erwähnt, 1820 ebenfalls mit aber 28 Feuerstellen bei 135 Einwohnern.
Als 1874 der Amtsbezirk Frankenau im ostpreußischen Kreis Rößel gebildet wurde, wurde Krämersdorf einbezogen.
360 Einwohner waren 1885 in Krämersdorf registriert, 1910 waren es 305. Ihre Zahl belief sich 1933 auf 335 und 1939 auf 308. Vor 1945 war Rochus-Kirche (im Volksmund „Rochuskapelle“ genannt) wohl nach Krämersdorf eingemeindet.

## Kirche
Bis 1945 war Krämersdorf in die evangelische Kirche Seeburg (Ostpreußen) (polnisch Jeziorany) in der Kirchenprovinz Ostpreußen der Kirche der Altpreußischen Union, außerdem in die römisch-katholische Kirche Frankenau (polnisch Franknowo) im damaligen Bistum Ermland eingepfarrt.
Der Bezug zur römisch-katholischen Pfarrei in Franknowo besteht für Kramarzewo auch noch heute, jetzt allerdings dem Erzbistum Ermland zugehörig. Die evangelischen Einwohner Kramarzewos orientieren sich jetzt zur Christus-Erlöser-Kirche Olsztyn (Allenstein) in der Diözese Masuren der Evangelisch-Augsburgischen Kirche in Polen.

## Verkehr
Kramarzewo liegt an einer Nebenstraße, die Piszewo (Pissau, 1910 bis 1945 Waldensee) mit Polkajmy (Polkeim) verbindet. Eine von Tłokowo (Lokau) herführende Straße endet in Kramarzewo.
Eine Bahnanbindung besteht nicht mehr. Von 1899 bis 1944 und von 1950 bis 1996 (Personenverkehr) bzw. nach 2000 (Güterverkehr) war Frankenau resp. Franknowo die nächste Bahnstation. Sie lag an der Bahnstrecke (Königsberg (Pr)–) Zinten–Rothfließ (–Niedersee–Johannisburg), die nicht mehr existiert.